# 天地下タウン
天地下タウン（てんちかタウン）は、岡山県岡山市北区表町にある地下街である。ここでは、隣接する、中地下タウン（なかちかタウン）についても記述する。

## 天地下タウン
天満屋バスステーション地下と天満屋岡山店を結ぶ連絡通路としての機能が大きい。また、旧みずほ信託銀行岡山支店ビルとの連絡通路でもある。天満屋岡山店の地階食品売場が2015年4月に拡張され、天地下タウンの名称は消滅している。車椅子は、バスステーションからは、チケットセンター前にあるエレベーターから到達できる。

## 中地下タウン
天地下タウンと岡山LOTZビルを県庁通りの地下でつないでいる。ほとんどの店が中之町第3防災ビル（中央三井信託ビル）の地下にあり、狭義での地下街になるところはわずか3店舗だけで、同ビルの改築に際してビル内の店舗は閉鎖されている。また、かつては旧中之町第3防災ビルに隣接していた、ファンQ岡山（以前は長崎屋）への連絡通路としての機能も果たしていた。天地下タウン、岡山ロッツ、中之町第3防災ビルのいずれも周りが階段で繋がっているので、車椅子での到達は不可能である。岡山ロッツに車椅子で行く場合は、地上またはバスステーション2階の連絡通路を使う。その他の店舗へは介助者無しでは到達不可能である。

## 画像

### 天地下タウン

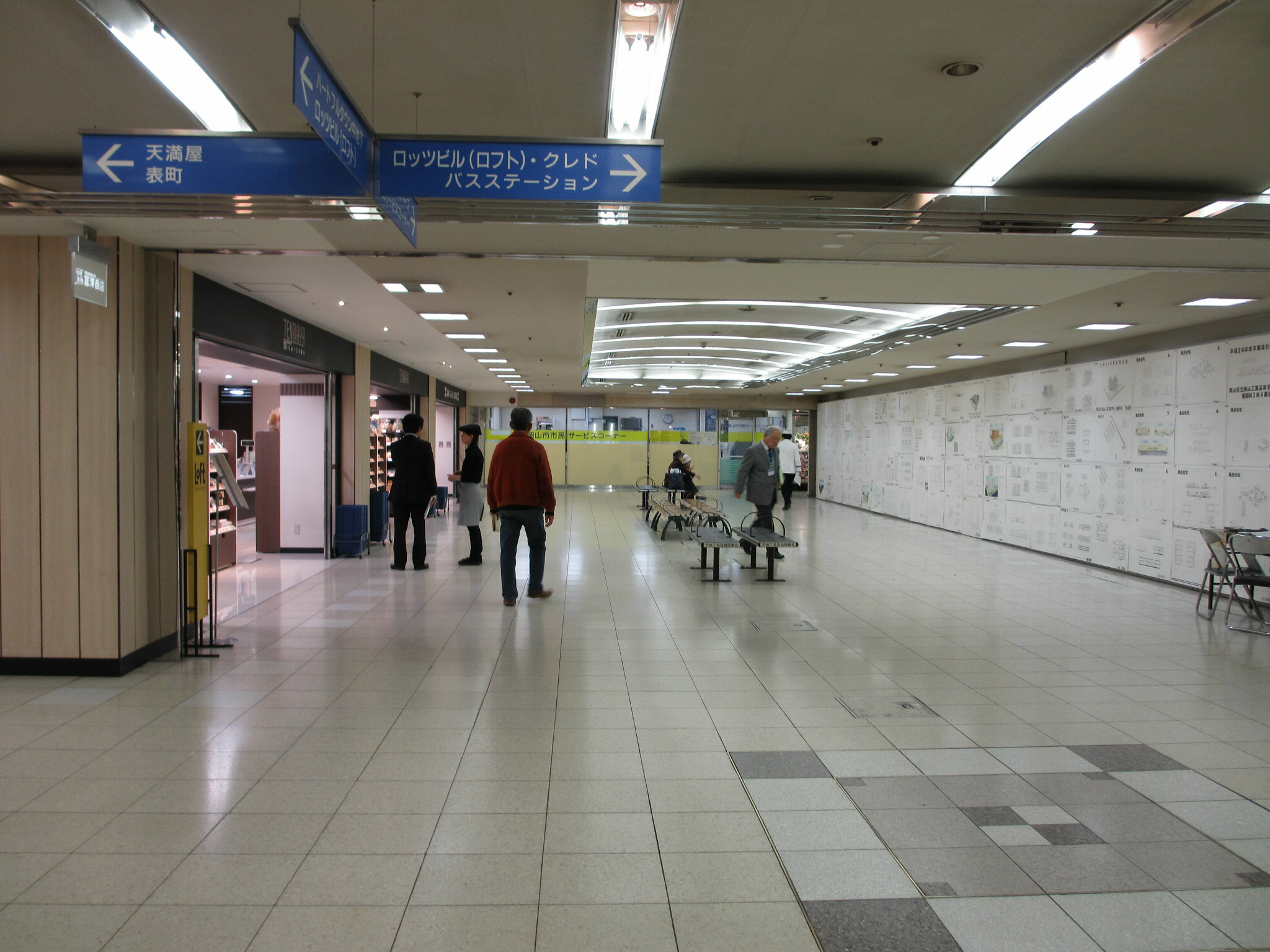
岡山市民サービスコーナー前
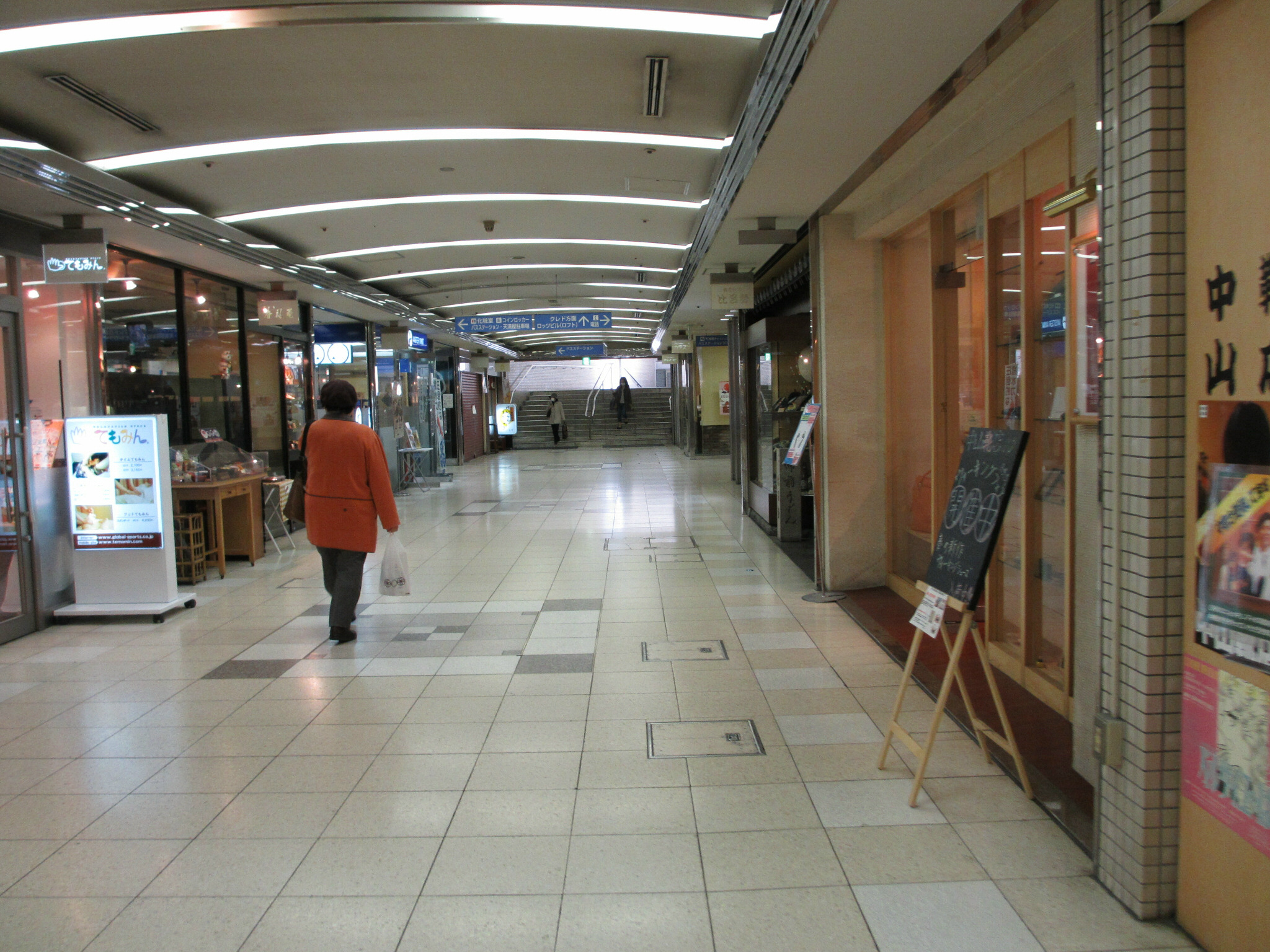
天地下タウン
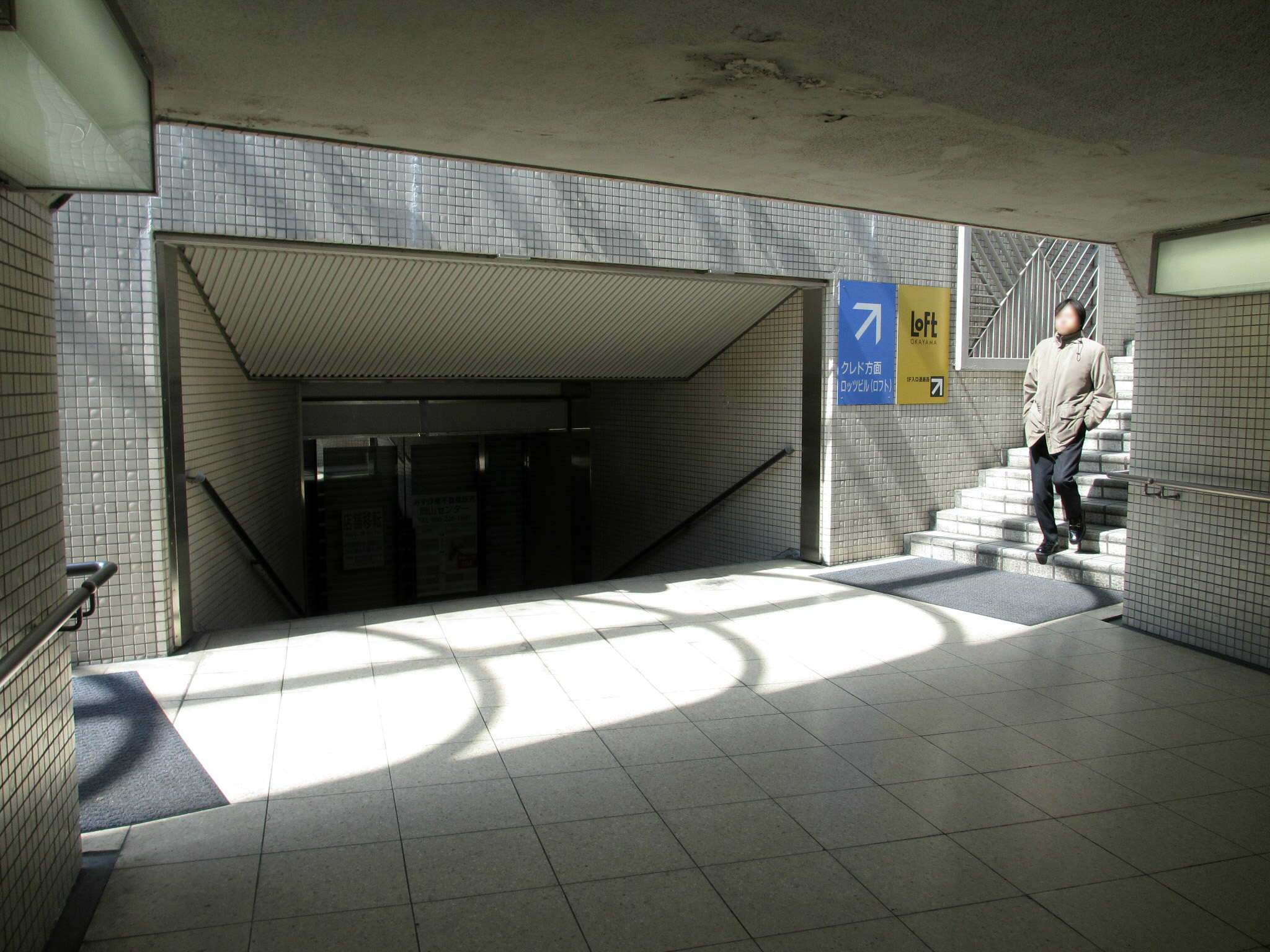
みずほ信託銀行岡山支店入口付近

### 中地下タウン

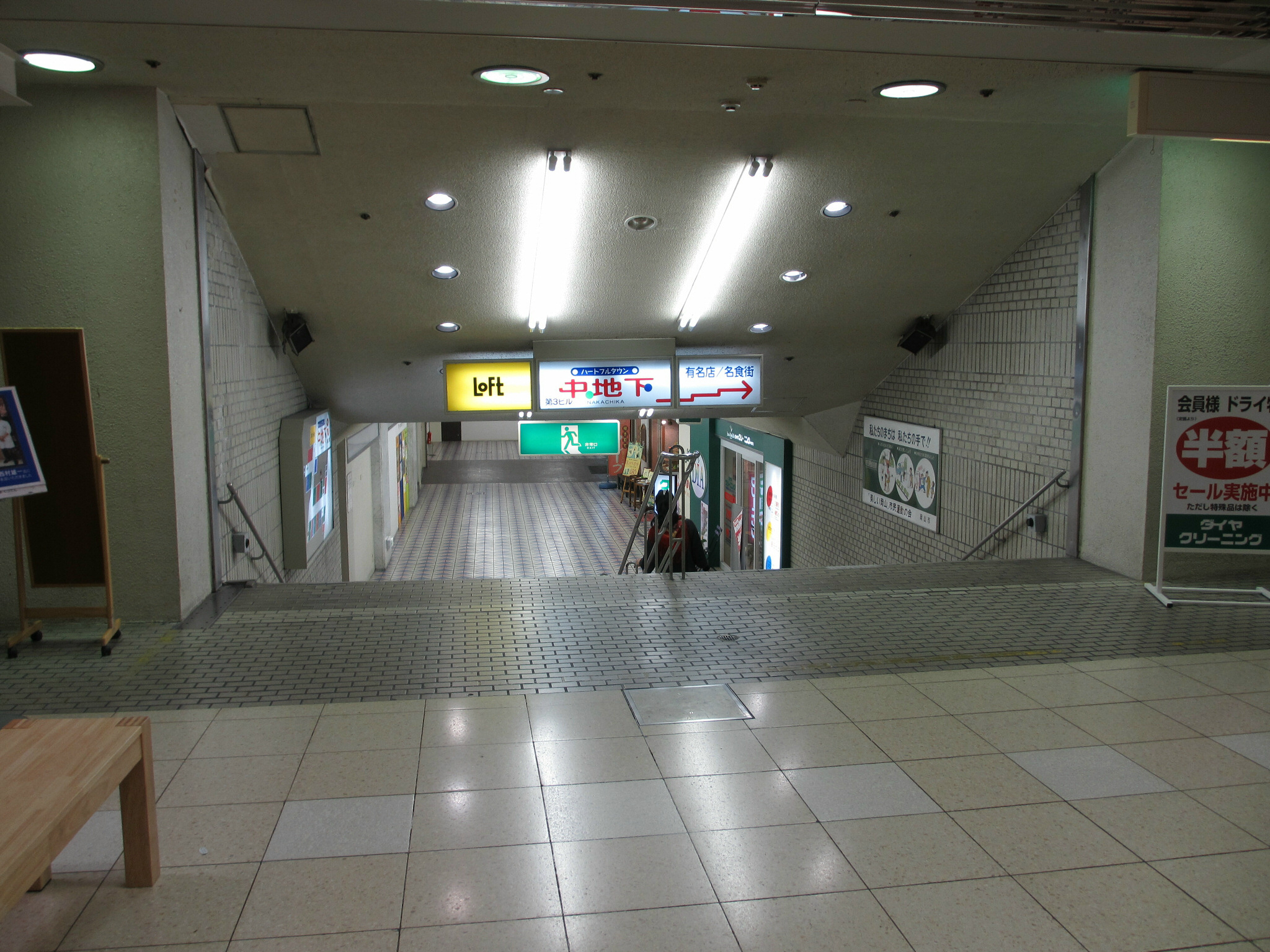
岡山LOTZビル側からみた中地下タウン
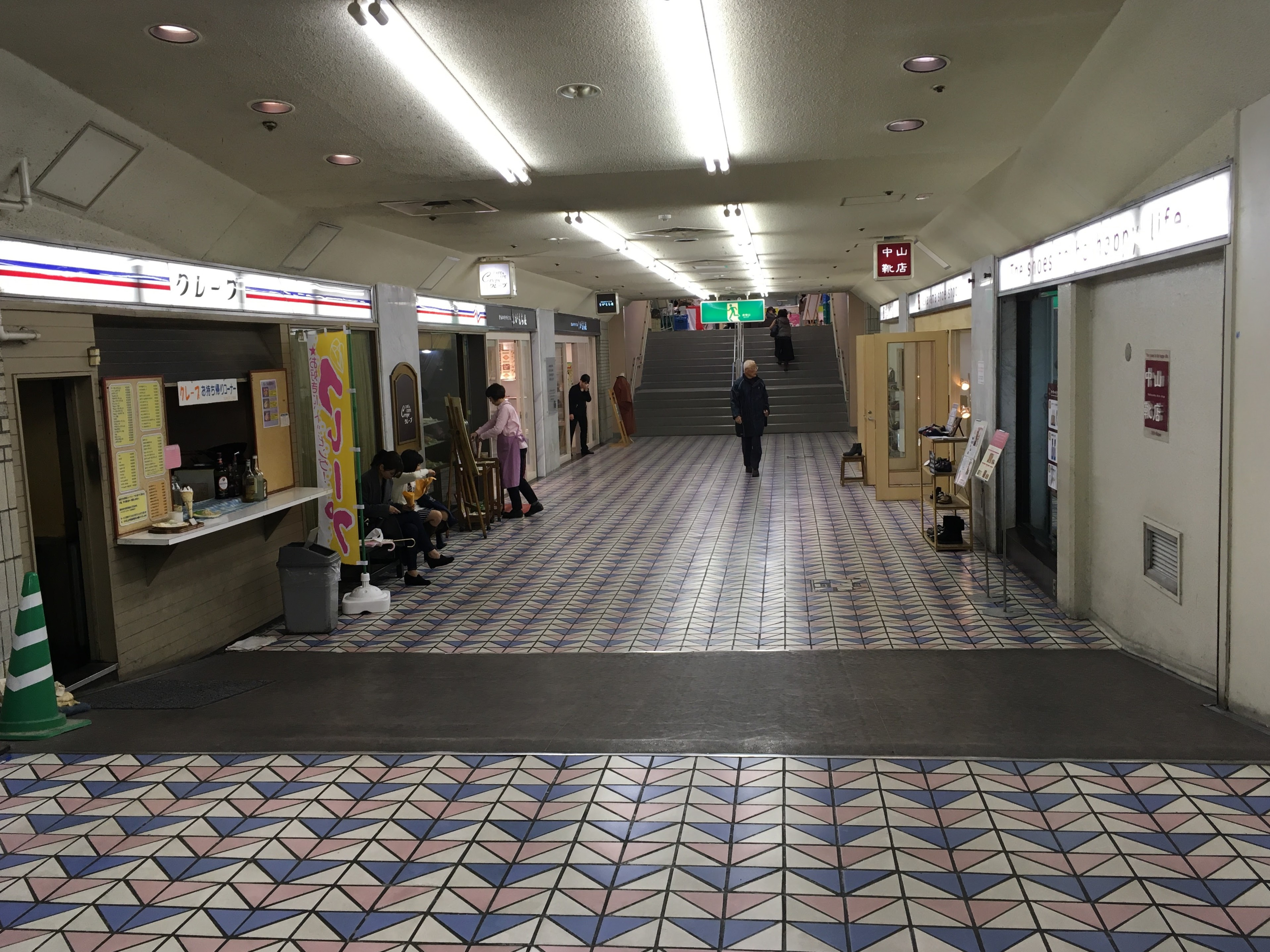
中地下タウン